# Krobokan (Semarang Barat)
Krobokan is een bestuurslaag in het regentschap Semarang van de provincie Midden-Java, Indonesië. Krobokan telt 15.053 inwoners (volkstelling 2010).